# シロキネの戦い
シロキネの戦い（シロキネのたたかい、英: Shyrokyne standoff（訳:シロキネの膠着））とは、ウクライナ東部紛争（ドンバス戦争）中の2015年2月から7月にかけて、戦略的に重要なドネツィク州マリウポリ地区シロキネの支配をめぐり、アゾフ連隊率いるウクライナ軍とロシアが支援するドンバスの親ロシア派分離主義勢力との間で行われた戦いである。シロキネはマリウポリ市境から東に11キロメートルの位置にある。
2015年2月10日、アゾフ連隊は、マリウポリ市周辺のドネツク人民共和国と連携する親ロシア派分離主義勢力を押し返すためにシロキネを奇襲した。シロキネはマリウポリのウクライナ軍支配地域からちょうど10キロメートルに位置しており、分離主義勢力にとってマリウポリ攻撃のための集結地（発進地点）として使われていた。さらにドネツク人民共和国がドネツィク市を支配している間、シロキネはドネツィク州の行政の中心地として機能していた。2015年7月3日、ドネツク人民共和国軍がシロキネから撤退して戦闘は終結し、同地域で停戦が宣言された。

## 経緯
ドンバス戦争中、マリウポリは三度に渡り攻撃を受けていた。2014年5月から6月の戦闘によって、当初、同市は分離主義勢力に占領されたが、その後ウクライナ軍が奪回した（マリウポリの戦い(2014年)）。2014年9月、分離主義勢力がミンスク議定書調印前に同市を再度奪回しようとして攻撃を仕掛けた（マリウポリ攻勢）。2015年1月24日、分離主義勢力によってシロキネ周辺から多連装ロケットが発射され、マリウポリ中心部のウクライナ支配地域で民間人30名が死亡した（2015年1月マリウポリへのロケット攻撃）。アゾフ連隊に率いられたウクライナ軍部隊は、この分離主義勢力の多連装ロケット攻撃を阻止するため攻勢に出た。

## 戦況推移

### ウクライナ軍の攻勢
2015年1月24日、分離主義者によるロケット攻撃。
2月7日、ウクライナ軍は、ドネツク人民共和国がマリウポリを攻撃するために部隊を集結させていると発表。
2月10日、上記に反応して、ウクライナ国家親衛隊、アゾフ連隊及びその他の義勇兵グループが、街の東の方向、すなわちアゾフ海の海岸線に沿ってノボアゾフスク方面へ攻撃開始。ウクライナ政府は、攻撃目的はマリウポリ周辺の分離主義勢力を排除することによって砲撃を阻止するとともに、ミンスク議定書で画定されたウクライナ領土を奪回することであった。一方で、アゾフ連隊は、攻撃目的は2014年8月にノボアゾフスクの戦いによってドネツク人民共和国に占領されたノボアゾフスクを奪回することであると語った。
ドネツク人民共和国とルガンスク人民共和国が戦略的に重要なデバルツェボを攻撃したことを受けて、ウクライナ軍は分離主義勢力の兵力をデバルツェボに集中させないために、マリウポリ周辺で攻勢に出た。アゾフ連隊は、ドネツク人民共和国の陣地線を突破後、シロキネ、パヴロピル、コミンテルノヴォを占領し、ノボアゾフスクの方向へ前進を開始した。ウクライナ国旗がシロキネ、パヴロピル及びオクチャビブルに掲げられた。ウクライナ軍は、シロキネの北東7kmにあるサカンカまで分離主義勢力を押し戻した。ドネツク人民共和国はそこに陣地線を構築した。
2月11日、ウクライナ軍とドネツク人民共和国はサカンカで戦闘を続けていた。ウクライナ大統領ペトロ・ポロシェンコによれば、ウクライナ軍のサカンカへの攻勢は「ミンスク覚書に見合うように前線を動かした。」
2月12日、ドネツク人民共和国の砲兵によってシロキネは激しい砲撃に晒された。アゾフ連隊によれば、分離主義勢力はウクライナ軍の前進を阻止するために全面的に反攻に出て、戦車と砲兵を展開した。ウクライナ軍は、その砲撃によって大損害を被った。アゾフ連隊によれば、砲迫によって「シロキネは一掃された。」その後、アゾフ連隊はサカンカからシロキネへ撤退した。シロキネ周辺が戦闘地域となったため、地元の公安機関はノボアゾフスク地区のウクライナ政府支配地域から全住民をマリウポリへ避難させた。

### 停戦協定後も続く戦闘
2月12日、ミンスク2停戦協定が調印されたことにより、2月15日深夜をもってドンバスの全戦闘が停止するはずであったがこれは守られなかった。
2月16日、ドネツク人民共和国の攻撃により、ウクライナ軍兵士5名が死亡し、22名が負傷した。
2月21日、 ウクライナ政府は、分離主義勢力がマリウポリ攻撃のために再び部隊を集結させていると発表した。ウクライナ国家安全保障・国防会議の報道官アンドリー・ライセンコは、ドネツク人民共和国が、シロキネ周辺で「偵察、妨害活動、情報作戦を行っていた。」と語った。サカンカのドネツク人民共和国は塹壕を掘り、ベジメン村の集落に作戦基盤を設定した。ウクライナ幹部は、ロシアがドネツク人民共和国を増援するためにノボアゾフスクに戦車と兵士を送っていると発表した。ロイターの取材チームは、ベジメン村で、ロシア陸軍の識別章と部隊章付き特殊部隊制服を着た男たちを見たと発表した。
2月25日、ドネツク人民共和国はパヴロピル及びピシチェヴィクの村々を奪回した。ウクライナ幹部によると、それらの村はミンスク2によって規定された緩衝地帯の中にあったため、ウクライナ軍は占領していなかった。ガーディアンはシロキネ内で砲迫と機関銃の応酬による散発的な戦闘が続いていることを報告した。ドンバス大隊の現場指揮官は、部隊が分離主義勢力と交戦しており、対空砲とタンクローリーを破壊したと語った。加えて、ウクライナ軍兵士は、シロキネの西に横たわるように、ベルジャーンシクに隣接した村に第二線陣地を構築し始めた。
2月27日、ドネツク人民共和国の重火器がドネツクを出発しマリウポリ方向へ向かっているという報道があり、分離主義勢力によるマリウポリ攻撃の懸念が続いた。その後、数日間、散発的な射撃の応酬が続いた。
3月9日、大規模な衝突が起こり、ドネツク人民共和国はシロキネのウクライナ軍防御陣地に戦車と迫撃砲を伴って攻撃した。ウクライナ軍は、ドネツク人民共和国軍が攻撃していることを発表した。一方でウクライナ軍は陣地線を確保し続けた。
3月21日、ドネツク人民共和国はシロキネの約30%を奪取した。3月末までに、シロキネの50～60％が戦闘で破壊された。
4月5日、軍報道官はTV112chにおいて、シロキネで軍用車両が地雷を踏み、兵士2名が死亡し、1名が負傷した発表した。
4月13日、分離主義勢力がマリウポリ東に数kmにあるヴォディーン村を占領した。ヴォディーン村はウクライナ軍が撤退し約一か月間、無人地帯となっていた。
4月14日、シロキネでロシア人記者が地雷によって負傷した。このロシア人記者は2月以来ずっと激戦を取材していた。
4月16日までに、分離主義勢力はシロキネの大部分を占領した。
4月18日、アゾフ連隊のジョージア人兵士がシロキネ近郊の戦闘で死亡した。
4月25日、ドイチェ・ヴェレは親ロシア派武装勢力がシロキネの中心部に陣地を構築しており、欧州安全保障協力機構と赤十字社の通行がいつも許可されているわけでは無いことを報道した。
4月26日、欧州安全保障協力機構は、2月以来、最も激しい砲撃を観察し、さらに、ウクライナ軍がパヴロピル及びピシチェヴィクを再び確保したことを報道した。
5月5日、シロキネ内の分離主義勢力は、海岸近くのウクライナ軍陣地に対して12時間にわたり、攻撃し、その１時間後、戦車を投入した。
6月中旬、ウクライナ大統領がマリウポリの陣地線を訪れたとき、シロキネ近郊で戦闘が起こり、兵士1名が死亡し、2名が負傷した。

### 分離主義勢力の撤退
7月1日、分離主義勢力はシロキネを非武装地区とし撤退すると宣言した。ドネツク人民共和国最高議会議長デニス・プシーリンは、「好意と平和の表現として」シロキネからの部隊の撤退を決定したと発表した。
7月3日、ウクライナ政府は、分離主義勢力がシロキネから撤退したことを確認した。2015年2月にシロキネ攻撃に参加していたウクライナのアゾフ連隊の指揮官アンドリー・ビレツキーによれば、ドネツク人民共和国が撤退を決断した理由は、ミンスク2協定に従うというよりは、シロキネを保持するために被る損耗が大きかったからであると語った。欧州安全保障協力機構の査察員はドネツク人民共和国がシロキネから撤退したことを確認し、「シロキネ南西部一角の幾つかのウクライナ軍陣地を除いて、シロキネに軍隊は展開していない」と発表した。
7月7日、シロキネを占領する勢力は無く。アゾフ連隊は近くの丘に陣地を構築し、分離主義勢力はもう一つの丘まで後退した。右派セクターと連携するウクライナ軍兵士は、シロキネが非武装地区になったとしても、シロキネからの撤退命令は拒否するつもりであると語った。右派セクターの現場指揮官はシロキネからの撤退はマリウポリへの攻撃を招くと語り、「撤退を命令する者はウクライナの敵である」と発言した。

## 余波、非武装化
7月29日、アゾフ連隊とドンバス大隊は防御陣地を離れ、正規軍である第501独立海軍歩兵大隊と交代した。マリウポリ住民はシロキネからドンバス大隊を引き抜くと言う決定に抗議した。住民はその撤退によって、分離主義勢力が砲撃を再開し、シロキネを奪回しに来ることを恐れた。
8月上旬、ウクライナ、ロシア、欧州安全保障協力機構の代表者はシロキネの非武装化のための青写真の作成に取りかかった。伝えられたところによると、これはマリウポリ住民と義勇兵の反対にあったようだ。しかし、ウクライナ大統領はシロキネの外側の高台にウクライナ軍部隊を残すと発表した。
8月中旬、マリウポリ北のスタロニャッカで小さな衝突があり、ウクライナ海兵隊兵士2名が死亡した。
8月末、シロキネの非武装化のための交渉が続く中、ウクライナ軍参謀総長は「シロキネに軍事的価値はない」と語った。これは何人かのウクライナの活動家と義勇兵を激怒させた。
9月中旬、シロキネは非武装地区となったが、同地には大量の爆発物が遺棄されていたため、ウクライナ軍は住民の帰還を禁止した。現在でもウクライナ軍と分離主義勢力の陣地は300メートルしか離れていない。
2016年2月25日、ウクライナ軍は、分離主義者がシロキネ周辺の全陣地を放棄していると発表した。また撤退した分離主義勢力は広範囲に地雷とブービートラップを設置しており、2016年3月現在、ウクライナ軍の爆発物処理班がそれらを処理していると発表した。これに先立ち、欧州安全保障協力機構は、シロキネに民間人が住むことは不可能であるとの声明を出した。